# San Mango sul Calore
San Mango sul Calore è un comune italiano di 1 107 abitanti della provincia di Avellino in Campania.

## Geografia fisica

### Sismicità
Situata nel distretto sismico dell'Irpinia, San Mango sul Calore fu gravemente danneggiata dal terremoto del 23 novembre del 1980 che, nel solo territorio comunale, provocò 65 morti, 173 feriti e 713 senzatetto.
- Classificazione sismica: zona 1 (alta sismicità)[5]

## Storia

### Simboli
Lo stemma e il gonfalone sono stati concessi con DPR del 16 luglio 1996.
Stemma
È raffigurato il patrono san Teodoro nella posa ripresa dagli antichi sigilli dell'Universitas.
Gonfalone

## Società

### Evoluzione demografica
Abitanti censiti

### Lingue e dialetti
Accanto alla lingua italiana, a San Mango sul Calore si parla una varietà del dialetto irpino.

## Infrastrutture e trasporti

### Strade
Il comune è interessato dalla strada statale 400 di Castelvetere e dalla strada provinciale 39.

### Ferrovie
Il comune è servito dalla stazione di Luogosano-San Mango sul Calore, sulla ferrovia Avellino-Rocchetta Sant'Antonio, attiva per soli treni storici e/o turistici.

### Mobilità urbane
Il comune è collegato tramite le autolinee di AIR Campania.

## Amministrazione

### Altre informazioni amministrative
Il comune fa parte della Comunità montana Terminio Cervialto.

## Galleria d'immagini

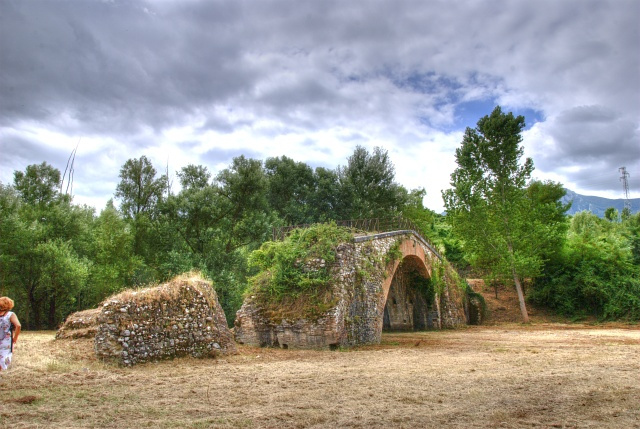
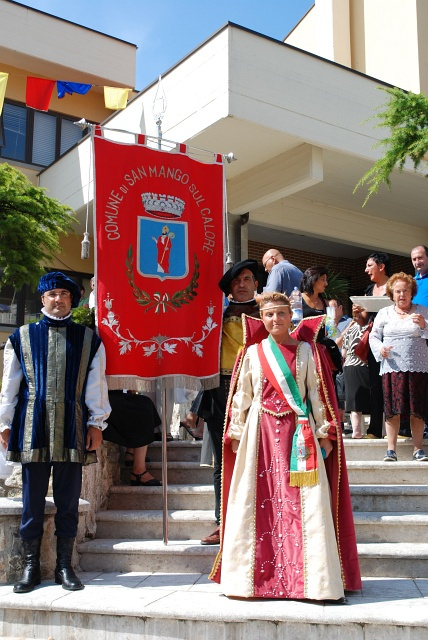
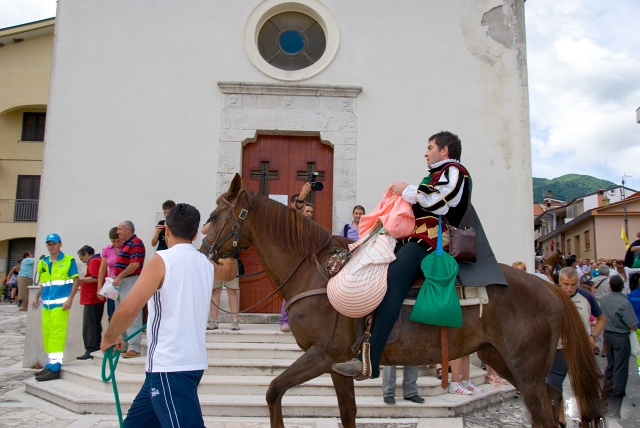
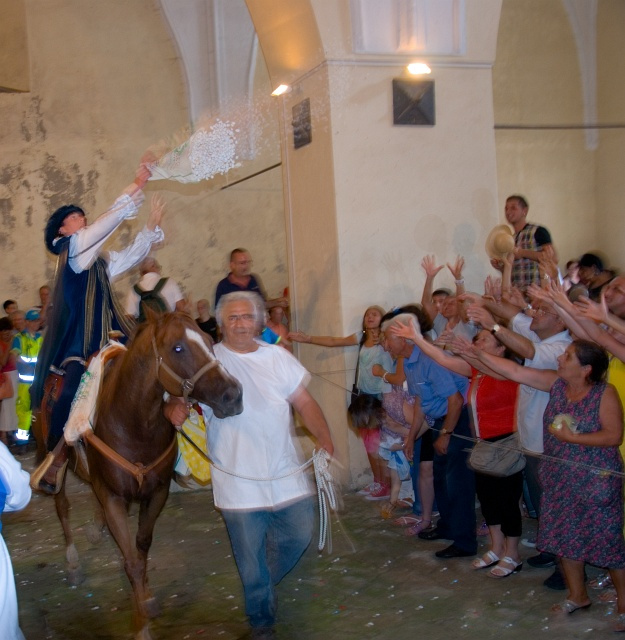